# Naomi Wadler

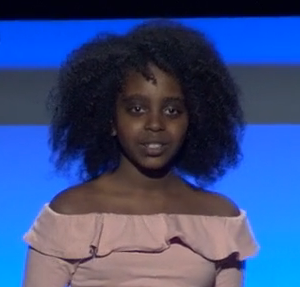
Naomi Wadler (Mai 2018)

Naomi Wadler (* 16. Oktober 2006 in Äthiopien) ist eine US-amerikanische Schülerin und Aktivistin gegen Waffengewalt. Sie setzt sich in Reden für Opfer von Waffengewalt in den Vereinigten Staaten, insbesondere bei der Anti-Waffen-Bewegung March for Our Lives. Sie kritisiert das Waffenrecht in den USA und setzt sich gegen Rassismus und Gewalt gegen Frauen ein. Wadler besucht die Maret School in Washington D.C.

## Leben
Wadler wurde 2007 von der US-Amerikanerin Julie Wadler aus einem äthiopischen Waisenhaus adoptiert. Ihre natürlichen Eltern waren äthiopische Juden. Wadlers Mutter adoptierte 2009 auch eine weitere Tochter. Der Adoptivvater ist ein afroamerikanischer Freizeitjäger.
Wadler erzählte der Zeitschrift Elle im April 2018, dass sie an ihrer Schule wegen ihrer Hautfarbe und der jüdischen Vorfahren Opfer von Rassismus geworden sei.

## Politische Aktivität
Am 14. März 2018 half Wadler bei der Organisation eines Streiks von 60 Klassenkameraden an der George Mason Elementary School.
Am 24. März sprach Wadler im März mit vielen Menschen bei der Protestbewegung March for Our Lives in Washington D.C. Sie war die jüngste Rednerin bei der Kundgebung. Sie sprach darüber, warum sie an den Streik teilnahm und sagte, dass es in den Vereinigten Staaten eine unverhältnismäßig große Anzahl schwarzer weiblicher Opfer von Waffengewalt gibt. Anstatt den Protest wie die Leute an den anderen Schulen 17 Minuten lang abzuhalten, hielt Wadler den Protest in den letzten 18 Minuten ab. Die zusätzliche Minute war für ein Mädchen, das am 7. März in ihrer Schule in Alabama erschossen wurde. Wadler befürchtete zunächst, dass die Diskussion über schwarze Opfer als „nicht thematisch“ eingestuft werden könnte, fühlte sich jedoch wohl, nachdem er herausgefunden hatte, dass „andere Studenten aus aller Welt von ihren Erfahrungen sprechen würden“. Die Rede wurde populär auf sozialen Medien und wurde von mehreren Schauspielern gelobt.
Anschließend sprach Wadler auf der Veranstaltung Women in the World in New York City und für die Jugendzeitschrift Teen Vogue. Fortan bekam sie immer wieder Einladungen von Friedens- und Frauenrechtsorganisationen sowie amerikanischen Medien, bei denen sie sich in Reden gegen die Waffengewalt, insbesondere gegen schwarze Frauen, stellte.
Auf dem Weltwirtschaftsforum in Davos 2020 sprach sie Waffengewalt gegen schwarze Frauen in den USA und sagte: „Das Leben weißer Mädchen ist so viel wichtiger als jedes schwarze Mädchen, das in der Innenstadt oder auf dem Weg zur Schule stirbt. Wir hören nichts von ihnen, sie sind Statistiken.“